# Flaga Pitcairn
Flaga Pitcairn to granatowy płat w kształcie prostokąta z miniaturową flagą brytyjską w lewym górnym rogu, co ma przypominać o związkach wyspy z Wielką Brytanią. Po prawej stronie znajduje się herb Pitcairn.